# Toprak Razgatlıoğlu
Toprak Razgatlıoğlu, né le 16 octobre 1996 à Alanya, est un pilote de vitesse moto turc. Il est double champion du monde Superbike en 2021 et 2024.

## Carrière
Toprak Razgatlıoğlu décroche en 2015 le titre de champion d'Europe Superstock 600 puis en 2017 devient vice-champion d'Europe Superstock 1000.
Il arrive en 2018 dans le mondial Superbike au guidon d'une Kawasaki. En 2020, il rejoint Yamaha, toujours en Superbike. Il devient le premier pilote turc champion du monde de cette catégorie lors de la saison 2021, interrompant ainsi la série de 6 championnats Superbike remportés par Jonathan Rea.
En juin 2022, il découvre la Yamaha M1, celle qui est engagée en MotoGP, lors d'un test privé. Il effectue 40 tours sur le circuit d'Aragon.

### 2024: Transfert chez BMW, double champion du monde WorldSBK
Pour la saison 2024, il rejoint le giron du constructeur allemand BMW et le ROKiT BMW Motorrad WorldSBK Team officiel avec qui il remporte 18 victoires, dont 10 consécutives sur les 18 possibles à la mi-saison, soit à l´issue du week-end de Most en République Tchèque.

### 2025: Défense de son Titre, dernière saison en WorldSBK
Le 10 juin 2025,  Toprak Razgatlıoğlu signe chez Pramac Racing pour ses débuts en MotoGP pour la saison 2026.

## Résultats en Superbike
Statistiques mises à jour après fin de saison 2024
| Saison | Catégorie | Moto     | Courses | Victoires | Podiums | Pole | MT | Classement final |
| ------ | --------- | -------- | ------- | --------- | ------- | ---- | -- | ---------------- |
| 2018   | Superbike | Kawasaki | 24      | 0         | 2       | 0    | 0  | 9e               |
| 2019   | Superbike | Kawasaki | 37      | 2         | 13      | 0    | 3  | 5e               |
| 2020   | Superbike | Yamaha   | 22      | 3         | 9       | 1    | 1  | 4e               |
| 2021   | Superbike | Yamaha   | 37      | 13        | 29      | 3    | 9  | 1er              |
| 2022   | Superbike | Yamaha   | 36      | 14        | 29      | 4    | 13 | 2e               |
| 2023   | Superbike | Yamaha   | 36      | 7         | 33      | 4    | 7  | 2e               |
| 2024   | Superbike | BMW      | 30      | 18        | 27      | 6    | 13 | 1er              |
| total  |           |          | 222     | 57        | 142     | 18   | 46 | 2 titres         |

Source